# 岱頓協定
《岱頓協定》，全稱《波斯尼亞和黑塞哥維那和平總框架協定》，又稱《巴黎議定書》、《岱頓·巴黎協議》等，是波斯尼亞戰爭中交戰各方在1995年12月14日於巴黎所正式簽訂的協定，同意中止這場長達三年八個月的血腥內戰。1995年11月，協議於美國俄亥俄州岱頓市的赖特-帕特森空军基地簽署，因此得名。
交戰各方同意建立統一的波斯尼亞與黑賽哥維那主權國家。國家由兩大實體組成：塞爾維亞族為主的塞族共和國，以及克羅地亞族與波斯尼亞族為主的波斯尼亞和黑賽哥維那聯邦。根據《岱頓協定》，波黑於1996年加入軍備控制條約《佛羅倫斯協定》。

## 內容
岱頓協定的重點如下：
- 維持波士尼亞和赫塞哥維納領土不變成為採取邦聯制度的國家，波赫聯邦（穆克聯邦）佔有51%的領土，剩下的49%由塞族共和國所管理。
- 兩邊的政治實體都設立其獨自的總統和總理，一個兩院制的立法機構、國會和中央銀行。
- 連接波士尼亞東部和北邊塞族共和國的布爾奇科地區由國際仲裁團決定其歸屬。
- 聯合國部隊以外的其他部隊都必須要於30天內撤出，由聯合國的維和部隊監督停火，控制領空和執行協議等多方面的工作則由北約的部隊來管理，該部隊被稱為“多國軍事執行部隊”，享有充分的執行權和在波士尼亞赫塞哥維納境內行動的自由。
- 和平協議在巴黎簽署後六至九個月內中央政府和兩方分別舉行選舉。
- 設立人權委員會調查違反人權的情況。
- 被國際法庭指控為戰犯者不得參選公職。

## 外部連結
- Encyclopaedia Britannica, Dayton Accords - encyclopedia article written by President William Clinton （页面存档备份，存于）
- The General Framework Agreement for Peace in Bosnia and Herzegovina
- The Dayton Agreements: A Breakthrough for Peace and Justice? （页面存档备份，存于）, a Symposium at the European Journal of International Law
- Bosnia: a single country or an apple of discord?, Bosnian Institute, 12 May 2006
- Beyond Dayton: The Balkans and Euro-Atlantic Integration U.S. Institute of Peace Event, November 2005 (Audio & Transcripts)